# 오도권

장조와 단조를 보여주는 오도권

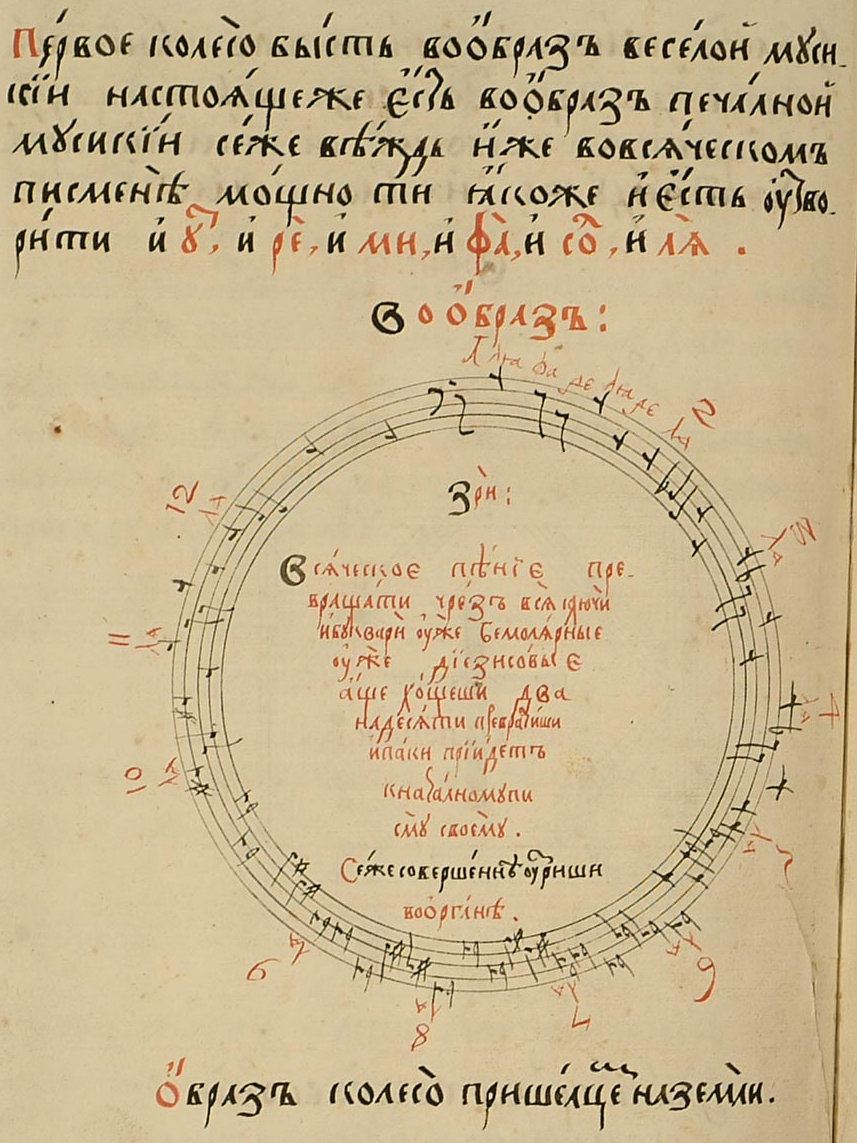
니콜라이 딜렛스키(Nikolay Diletsky)의 책 Idea grammatiki musikiyskoy의 오도권(Moscow, 1679)

음악 이론에서 오도권(또는 사도권)은 반음계(12음계)의 12개 음정 간의 관계와 그에 상응하는 조표, 그리고 관련된 장조와 단조의 기하적인 표현이다. 시계 방향으로 이동할 때마다 "완전5도"씩 이동하기에 오도권이다. 반시계 방향으로는 "완전4도"씩 이동한다.

## 같이 보기
- 소나타 형식